# Armée d'Espagne (Premier Empire)
Cet article concerne l'armée française de la guerre d'Espagne. Pour l'armée espagnole, voir Forces armées espagnoles.
L’armée d’Espagne est le nom de l'armée que Napoléon avait envoyée en Espagne, à l'origine pour envahir le Portugal, en 1807, et qui envahit en fait l'Espagne et mit sur le trône ibérique Joseph Bonaparte, frère de Napoléon.

## Raison de l’intervention dans la péninsule ibérique
L'Espagne était, après le traité de San Ildefonso signé par le prince Manuel Godoy en 1795, une fidèle alliée de la France, et c'est avec elle qu'elle subit la défaite de Trafalgar, en 1805. La perte de toutes communications avec ses colonies d'outre-mer lui fit rechercher des compensations territoriales sur le royaume voisin du Portugal, dont la monarchie était favorable au Royaume-Uni : ce fut la guerre dite des Oranges, qui se conclut le 27 avril 1807 par le traité de Fontainebleau.
De son côté, Napoléon désirait envoyer ses troupes dans la péninsule, officiellement pour envahir le Portugal, qui constituait une faille notable dans son dispositif de Blocus continental. Le faible et impopulaire roi d’Espagne Charles IV accepta que le général français Junot traversât son royaume pour châtier les Portugais. Napoléon commença alors à se mêler des affaires espagnoles. Sous prétexte d’envoyer des renforts à Junot, il fit entrer en Espagne une armée commandée par le maréchal Murat.
Au même moment, un coup d'État, dirigé en sous-main par l'infant Ferdinand, renversa le roi Charles IV. Ferdinand, devenu Ferdinand VII, prit le pouvoir. Le roi déchu en appela à l'arbitrage de Napoléon. Celui-ci convoqua le père et le fils à la conférence de Bayonne (avril-mai 1808).
Voyant l'état de décrépitude de la monarchie espagnole, l’empereur tenta de profiter de la situation pour mettre la main sur l’Espagne. Ses conseillers le poussaient : le ministre Champagny écrivait par exemple : « il est nécessaire qu’une main ferme vienne rétablir l’ordre dans son administration [celle de l’Espagne] et prévienne la ruine vers laquelle elle [l’Espagne] marche à grands pas ». Selon Charles Mullié, Napoléon, habitué à sa popularité et à la docilité de l’Italie et des Polonais, croyait que les afrancesados (les partisans des Français) constituaient la majorité des Espagnols, ce en quoi il se trompait.
Ce qui fut appelé la guerre d'indépendance espagnole et les trois invasions françaises au Portugal furent des conflits d'une extrême violence qui vit apparaître le terme de guérilla.
Les forces françaises comptèrent jusqu’à 300 000 soldats.

## Composition

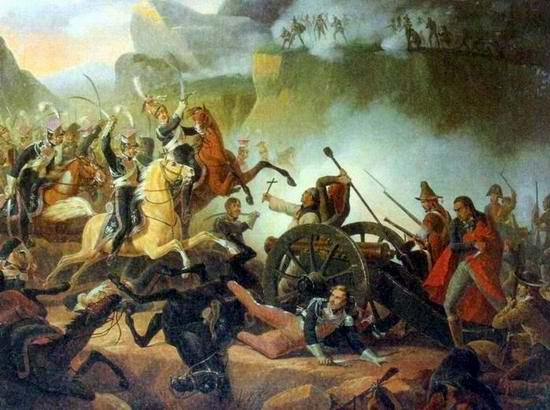
Charge polonaise à la bataille de Somosierra par Janvier Suchodolski
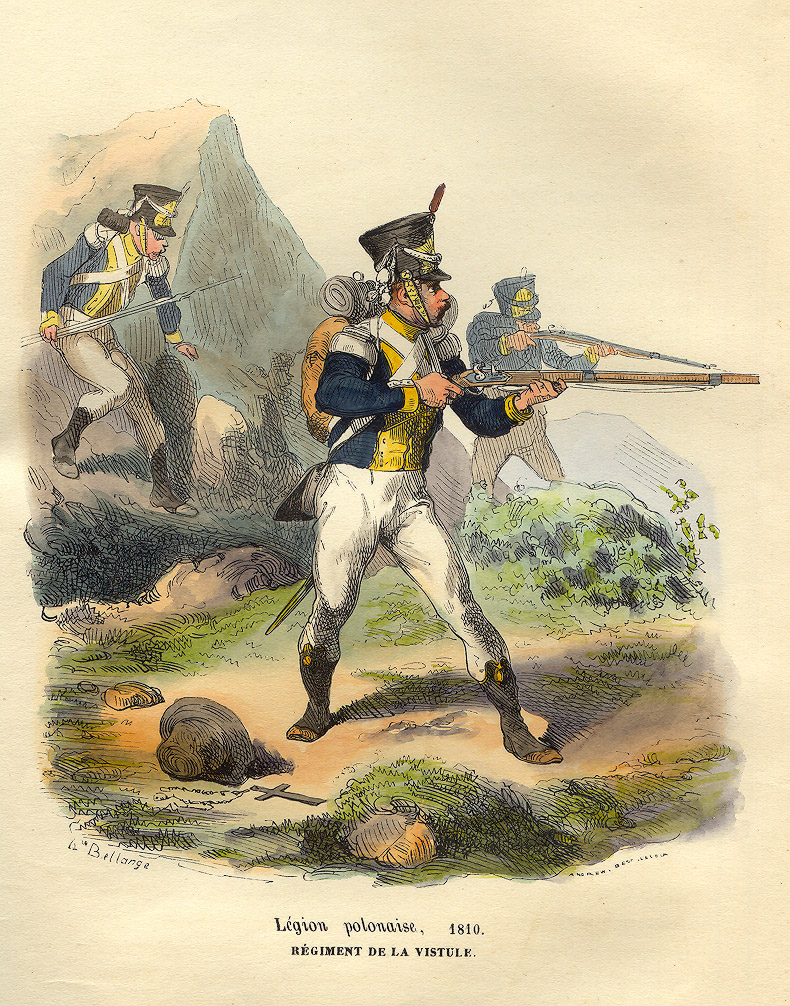
Infanterie de la Légion de la Vistule (par Bellangé, 1843).

- 1er corps sous le commandement du maréchal Victor qui deviendra l'armée de Madrid puis l'armée du Centre[3] ;

- 2e corps du maréchal Bessières ;
- 3e corps sous le commandement du maréchal Moncey puis sous le commandement du général Suchet qui deviendra l'armée d'Aragon ;

- 4e corps du maréchal François Joseph Lefebvre ;
- 5e corps sous le commandement du général Gouvion-Saint-Cyr puis sous le commandement du maréchal Mortier qui deviendra l'armée du Nord ;
- 6e corps du maréchal Ney ;
- 7e corps sous le commandement du maréchal Augereau qui deviendra l'armée de Catalogne.